# SMOG-P
A SMOG-P magyar pikoműhold, a SMOG műholdsorozat első tagja. A második magyar műhold, és egyúttal a világ első működő 1PQ (PocketQube), azaz 5×5×5 cm méretű műholdja, amelyet a Budapesti Műszaki és Gazdaságtudományi Egyetem Villamosmérnöki Karán fejlesztettek és építettek. A műhold fő feladata a földfelszíni digitális műsorszóró adók világűrbe feleslegesen kijutó jeleinek (elektromágneses szennyezettség, vagy elektroszmog) mérése volt.
A műholdból két repülőképes példány készült. Az elsőt eredetileg 2017-ben indították volna SMOG–1 jelzéssel, de a start többször csúszott. Ezért a készítők újabb indítási lehetőséget kerestek a második példány számára. Ezt 2019 december 6-án állították föld körüli pályára SMPG-P jelzéssel (P mint precursor, azaz előfutár) az új-zélandi Māhia-félszigetről a Rocket Lab Electron típusú hordozórakétájával. A SMOG-P-vel együtt indították a 2 PQ (5×5×10 cm) méretű, magyar magáncégek által készített ATL–1 műholdat is.
A műhold alacsony Föld körüli pályán keringett. Az ellipszis pálya apogeuma 405 km, perigeuma 353 km volt, a pályaelhajlás 97°. A hűhold keringési ideje 92 perc volt.
A SMOG-P tervezett élettartama három hónap volt, azonban ezt jelentősen túllépve, 8 hónap után, 2020. szeptember 28-án lépett be a Föld légkörébe és megsemmisült.